# 福島県道235号羽鳥福良線
福島県道235号羽鳥福良線（ふくしまけんどう235ごう はとりふくらせん）は、福島県岩瀬郡天栄村から郡山市に至る一般県道である。

## 路線概要
- 起点：岩瀬郡天栄村大字田良尾字居平
- 終点：郡山市湖南町福良字車ノ上
- 総延長：15.186 km[1]
  - 実延長：14.841 km[1]

### 重用区間
- 国道294号旧道（郡山市湖南町福良字惣郷地～同市湖南町福良字車ノ上〈終点〉）

### 冬期交通不能区間
- 岩瀬郡天栄村田良尾字井鹿野 - 郡山市湖南町馬入新田字家ノ前（馬入峠）[2]

## 沿革
- 1976年（昭和51年）11月16日 - 福島県によって県道路線に認定される[3]。

## 通過する自治体
- 福島県
  - 郡山市
  - 岩瀬郡天栄村

## 接続・交差する道路
- 天栄村内
  - 国道118号（田良尾字居平 起点）
- 郡山市内
  - 国道294号旧道 白河方面（湖南町福良字惣郷）
  - 国道294号現道（湖南町福良字車ノ上〈終点〉）

## 沿線
- 赤石川
- 隠津島神社
- 馬入峠（戊辰戦争戦跡）
- 馬入新田水芭蕉群生地
- 福島県立湖南高等学校